# 12 cm automatkanon m/50
12 cm automatkanon M/50 var en Boforstillverkad sjöartilleripjäs. Den bestod av ett gemensamt torn för två eldrör och var helautomatisk, d.v.s. laddning sköttes helt maskinellt, vilket medgav hög eldhastighet. Ammunitionen bestod av enhetspatroner, det vill säga granat och patron med krutladdning satt ihop.
Tillförseln skedde med två hissar per eldrör, vilka kunde innehålla olika sorters granater till exempel  radartändrör mot luftmål eller spränggranater mot sjömål. Laddningen skedde från i ammunitionsdurken i förväg laddade magasin om 26 skott.
För att tåla den höga eldhastigheten var eldrören vätskekylda. Hela dubbeltornet vägde 55 ton,
Pjäsen användes i Sverige endast på jagarna HMS Halland (J18) och HMS Småland (J19). Dessutom exporterades den till Nederländerna för fyra jagare av typ Holland och åtta dito typ Friesland. Något senare även till Colombia med de i Sverige byggda jagarna Siete de Agosto och Viente de Julio.